# Grond-grondraket
Een grond-grondraket is een al dan niet geleid projectiel met eigen voortstuwing dat vanaf de grond wordt afgevuurd naar een doelwit eveneens op de grond.
De raketlanceerder kan draagbaar zijn of op een voertuig of schip gemonteerd zijn.
De eerste grond-grondraket was de Fieseler Fi 103, beter bekend als de V1-kruisraket, die door Duitsland werd ontwikkeld tijdens de Tweede Wereldoorlog.

## Subtypes
- Anti-scheepsraket
- Antitankwapen
- Ballistische raket
- Kruisvluchtwapen

## Voorbeelden
- MGM-5 Corporal, de eerste Amerikaanse kernraket.
- Scud, een door de Sovjet-Unie ontwikkelde ballistische raket.
- Ch-35 Oeran (Ch-35E-versie), een Russische anti-scheepsraket.
- Spike, een Israëlische draagbare antitankraket.